# Atheta lippa
Atheta lippa är en skalbaggsart som först beskrevs av Thomas Casey 1911.  Atheta lippa ingår i släktet Atheta och familjen kortvingar. Inga underarter finns listade i Catalogue of Life.